# Мерецков, Владимир Кириллович
Владимир Кириллович Мерецков (6 марта 1924, Ростов-на-Дону — 5 августа 2020, Москва) — советский военачальник, участник Великой Отечественной войны. Командующий Северо-Кавказским военным округом (1980—1984). Генерал-полковник (30.10.1978).

## Биография
Родился 6 марта 1924 года в городе Ростов-на Дону в семье командира Красной Армии. Отец — командир РККА Кирилл Афанасьевич Мерецков (1897—1968), Герой Советского Союза и Маршал Советского Союза. Мать — Евдокия Петровна Белова (1899—1983), участница Великой Отечественной войны.
В 1941 году получил среднее образование.

## На воинской службе

### Во время Великой Отечественной войны
15 сентября 1941 года, в возрасте 17-и лет, добровольно вступил в Красную Армию и проходил службу в учебном танковом полку, освоив обязанности механика-водителя танка, затем направлен на курсы танковых техников. С января 1942 года учился на инженерном факультете Академии бронетанковых и механизированных войск.
В октябре 1942 года откомандирован на Волховский фронт и в ноябре назначен командиром танкового взвода второго танкового батальона 7-й гвардейской танковой бригады, а с июля 1943 года — командиром танковой роты первого танкового батальона и до сентября 1943 года участвовал в боевых действиях этой бригады.
В первых числах февраля 1943 года 7-я гвардейская танковая бригада совершила марш в полосу действий 54-й армии и вошла в её подчинение. По замыслу Ставки, 54-я армия наносила удар в направлении Васькино—Нивы—Шапки, а навстречу ей наносила удар 55-я армия Ленинградского фронта. Обе армии должны были разгромить Мгинско-Синявинскую группировку противника, созданную для возобновления блокады Ленинграда. На четвёртый день операции 7-я гвардейская танковая бригада, введенная в бой, с большим трудом уничтожая противостоящего противника, продвинулась в глубину на 16 км. Линия фронта на участке прорыва представляла собой вытянутый мешок. Противник контратаковал с флангов и перерезал единственный путь.
Командир бригады приказал лейтенанту Мерецкову пробить проход и, ведя за собой пехоту, восстановить положение. Взвод перешёл в атаку, уничтожил огнём и гусеницами прорвавшегося противника, но при этом потерял один танк.
После выхода из боя В. К. Мерецков получил новую задачу — уничтожить группу автоматчиков, прорвавшихся к командному пункту 198-й стрелковой дивизии. Быстро выйдя к командному пункту, взвод Мерецкова в составе двух танков с ходу атаковал прорвавшуюся группу и вместе с поднявшимися в атаку бойцами, нанося поражение противнику, отбросил её. Доложив о выполнении задачи, он возвратился в свой танковый батальон, который вел бой на острие вклинения противника, отражая контратаку подошедших резервов немцев. По окончании боевых действий в конце февраля приказом по 7-й гвардейской танковой бригаде лейтенант В. К. Мерецков награждён орденом Красной Звезды.
В конце сентября В. К. Мерецков направлен в Академию бронетанковых и механизированных войск на командный факультет. Окончив первый курс за 8 месяцев, возвратился в свою бригаду на должность помощника начальника штаба бригады.
В июне—июле 1944 года участвовал в боевых действиях бригады в составе 7-й армии в Свирско-Петрозаводской наступательной операции. Выполняя приказ командира бригады полковника Юренкова, обеспечил ввод в бой передового отряда бригады — третьего танкового батальона. Вместе с ним совершил обходный манёвр по уничтожению арьергардного подразделения отступающего противника и обеспечил успешный ввод в бой главных сил бригады. Приказом командующего бронетанковыми и механизированными войсками 7-й армии был награждён орденом Отечественной войны II степени.
В начале сентября 1944 года 7-я гвардейская танковая бригада, совершив перевозку по железной дороге и марш, сосредоточилась в районе города Ухта и поступила в распоряжение командующего 26-й армией. В. К. Мерецков, назначенный исполняющим обязанности заместителя начальника штаба танковой бригады, участвовал в операции по разгрому войск 20-й горной немецкой армии. Ему было поручено ввести в бой передовой отряд бригады, преследовать отходящего противника, уничтожая его подразделения прикрытия, и обеспечить беспрепятственное продвижение главных сил бригады к государственной границе. По завершении операции 29 сентября приказом Военного совета 26-й армии он был награждён орденом Отечественной войны I степени.
В октябре 1944 года 7-я гвардейская танковая бригада совершила марш своим ходом, затем была перевезена по железной дороге от станции Кемь до станции Кола южнее Мурманска, переправилась через Кольский залив и далее маршем проследовала в исходный район для наступления, поступив в распоряжение 14-й армии.
В. К. Мерецков участвовал в Петсамо-Киркенесской операции по разгрому войск 20-й горной немецкой армии на севере. Он обеспечивал ввод 7-й гвардейской танковой бригады в бой и её удар в направлении Луостари—Петсамо. В ходе ночного боя, перейдя к преследованию, он на головном танке врезался в отходящую колонну противника, уничтожив её огнём и гусеницами на протяжении 15 км. После взятия города Петсамо В. К. Мерецков проследовал с передовым отрядом, в который входил батальон специального назначения, состоявший из 400 автоматчиков и 80 амфибий. Форсировал фиорд, преодолев сопротивление немцев, участвовал в освобождении норвежского города Киркенес. За умелые и инициативные действия и проявленную при этом смелость по приказу Военного совета 14-й армии был награждён орденом Красного Знамени.
По окончании операции, В. К. Мерецков откомандировывается в Академию для продолжения учёбы.

### Советско-японская война

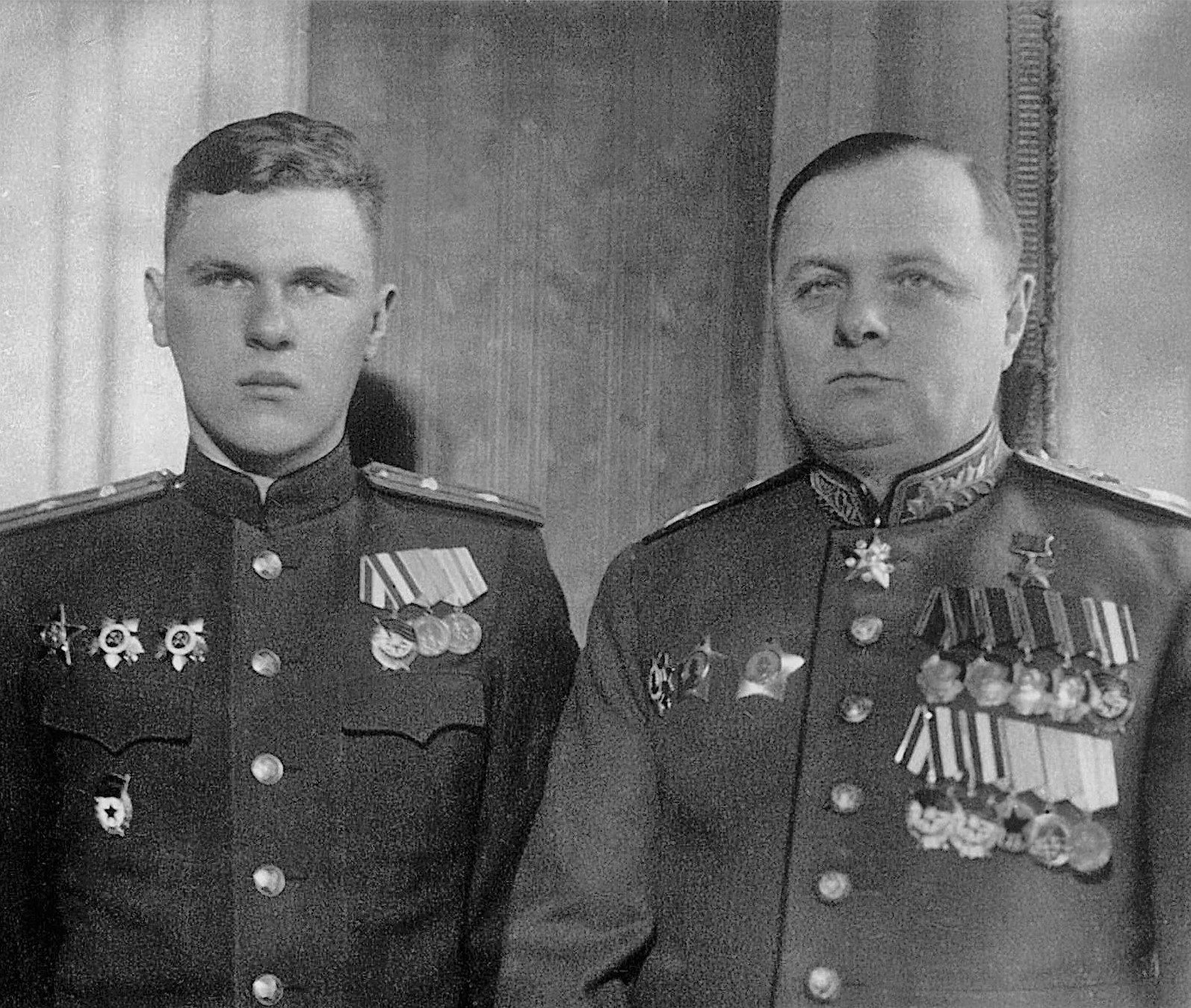
Майор В. К. Мерецков с отцом, Маршалом Советского Союза К. А. Мерецковым, перед отъездом на Дальний Восток. Март 1945

После окончания академии в августе 1945 года В. К. Мерецков направляется на 1-й Дальневосточный фронт. Принимал участие в боевых действиях в составе передового отряда 25-й армии, которой командовал генерал-майор В. С. Савченко. В передовой отряд входили танковая бригада и мотоциклетный полк. Обязанности начальника штаба передового отряда исполнял майор В. К. Мерецков.
Передовой отряд вводился в бой при завершении прорыва Дуннинского укрепленного района и наступал в направлении Ванцин — Янцизы — Гирин. В районе Наньянчун передовой отряд встретил сильное сопротивление 128-й пехотной дивизии японцев. Атаковал её, взял первых пленных. На следующий день после повторной атаки 128-я дивизия прекратила сопротивление и личный состав начал сдаваться в плен.
За 10 дней передовой отряд прошёл 650 км с боями в исключительно сложных условиях местности. И завершил выполнение задачи совместно с воздушным десантом под командованием подполковника Крутских взятием города Гирин с населением 250 тыс. человек и гидростанции на реке Сунгари. Захват гидростанции и недопущение её подрыва исключали полное затопление города в течение 15 минут и поймы реки Сунгари. При этом обеспечивались условия для быстрого преодоления войсками 1-го Дальневосточного фронта широкой водной преграды. За проявленное умение, инициативу, решительность и смелость майор В. К. Мерецков приказом Военного совета 25-й армии был награждён вторым орденом Красного Знамени.

### В послевоенное время

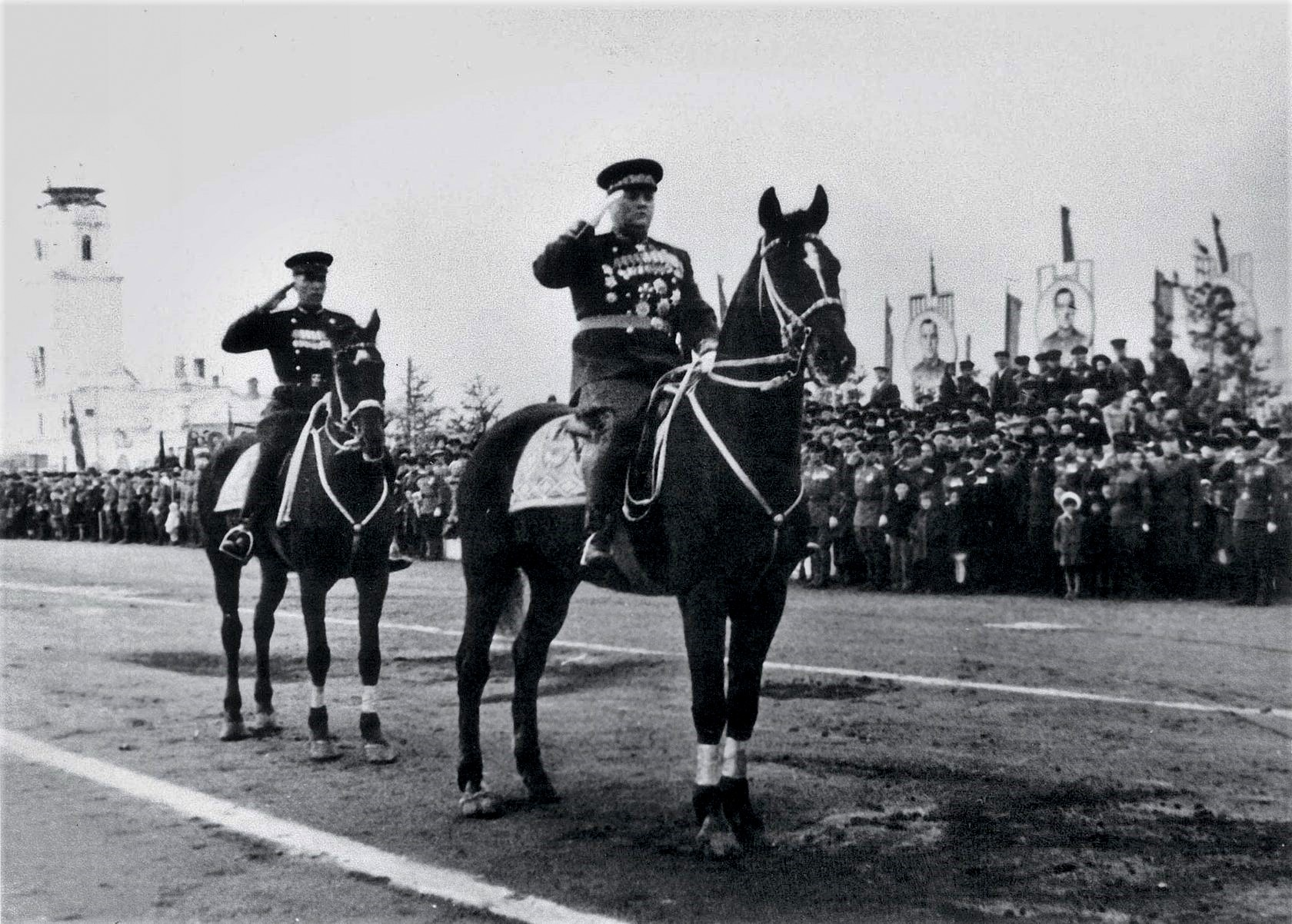
Майор В. К. Мерецков сопровождает своего отца, Маршала Советского Союза К. А. Мерецкова, на параде в честь 29-й годовщины Октября. Ворошилов-Уссурийский. 7 ноября 1946 года

В начале 1946 года в воинском звании майора вступил в командование вторым батальоном танков ИС-3 218-го тяжелого танкового полка 2-й танковой дивизии в гарнизоне Камень-Рыболов Приморского военного округа. В этот период участвовал в манёврах и проверках как на территории Приморского края, так и на Ляодунском полуострове.
В мае 1947 года назначен начальником штаба 75-го танкового полка той же дивизии, а в сентябре — начальником штаба 14-го гвардейского танкового полка 4-й гвардейской танковой дивизии. Служба в этой дивизии отличалась тем, что на её базе проводились опытные и показные учения и дважды в году она участвовала в парадах в Москве на Красной площади.
В 1948 году переведен в оперативное управление штаба Московского военного округа и, работая под руководством опытного начальника штаба генерал-полковника Сандалова, принимал участие во всех оперативных мероприятиях округа. В апреле 1949 года вступил в должность начальника отдела оперативной и боевой подготовки штаба бронетанковых и механизированных войск МВО, служит под руководством командующего бронетанковыми и механизированными войсками МВО генерал-лейтенанта В. В. Будкова.
В сентябре 1952 года в воинском звании подполковника направлен на учёбу в Высшую военную академию имени К. Е. Ворошилова, которую окончил в ноябре 1954 года с золотой медалью и получил диплом с отличием. Председатель Государственной комиссии командующий войсками Ленинградского военного округа генерал армии М. В. Захаров предложил ему должность начальника штаба 37-й гвардейской механизированной дивизии в своём округе. В. К. Мерецков согласился. 37-я гвардейская механизированная дивизия участвовала во многих показных учениях, ежегодно выходила в лагеря и дважды в году участвовала в параде на Дворцовой площади в Ленинграде.
С июня 1957 года в воинском звании полковника — начальник штаба 30-го гвардейского армейского корпуса. Командующий войсками ЛВО генерал армии Н. И. Крылов поручил ему готовить и проводить ряд опытных и показных учений.
В декабре 1961 года в воинском звании полковника переведен в Группу советских войск в Германии командиром 94-й гвардейской мотострелковой дивизии в город Шверин, которой командовал в течение пяти лет. В этот период Главнокомандующими ГСВГ были Маршалы Советского Союза И. С. Конев, И. И. Якубовский, П. К. Кошевой, а Сухопутных войск — В. И. Чуйков, которые проверяли боевую готовность и боевую подготовку дивизии, участвовали в проведении учений, смотров и отмечали высокие результаты. Дивизия приводилась в высшие степени боевой готовности во время Карибского кризиса и строительства Берлинской стены. Командиру дивизии В. К. Мерецкову было присвоено воинское звание генерал-майор. При убытии В. К. Мерецкова к новому месту службы, учитывая его высокие достижения и умелое командование дивизией, Главнокомандующий ГСВГ П. К. Кошевой провёл специальный церемониал с построением всей дивизии и награждением командира.
С ноября 1965 года — заместитель командующего войсками по боевой подготовке 14-й гвардейской армии Одесского военного округа. В 1967 году назначен командиром 32-го армейского корпуса, который ему предстояло сформировать и подготовить.
Много внимания уделял вопросам взаимодействия с Черноморским флотом и совместным учениям. Ему было присвоено звание генерал-лейтенанта.
В мае 1967 года вступил в должность командующего войсками 14-й гвардейской армии. Армия неоднократно участвовала в учениях в системе Варшавского Договора совместно с Болгарской и Румынской армиями. За достижение высоких результатов в боевой готовности и в боевой подготовке 14-я гвардейская армия был награждён орденом Красного Знамени.
В декабре 1971 года назначен начальником штаба Одесского военного округа. Округ участвовал в учениях по планам Варшавского Договора. Организовывался и проводился ряд совместных учений с Черноморским флотом, опытных учений по управлению войсками, разведки, радиоэлектронной борьбе и по мобилизационным вопросам. В период службы В. К. Мерецкова в округе на Ближнем Востоке велись боевые действия. Советский Союз оказывал дружественным странам необходимую помощь морским и воздушным путём, направляя им технику вооружение и специалистов. За достижение высоких результатов в боевой и мобилизационной готовности, боевой подготовке и выполнении других важных задач за годы службы в Одесском военном округе В. К. Мерецков был награждён орденами Октябрьской Революции, Красного Знамени, Красной Звезды.
В марте 1978 года назначен начальником штаба Дальневосточного военного округа. Это был период повышенного напряжения на дальневосточной границе и наращивания там группировки войск. Вместе с командующим войсками округа генералом армии И. М. Третьяком он совершенствовал боевую и мобилизационную готовность войск округа, проводил учения, сборы и принимал участие в стратегическом учении, проводимом министром обороны Маршалом Советского Союза Д. Ф. Устиновым. В. К. Мерецкову было присвоено звание генерал-полковника.
В марте 1979 года, после стратегического учения назначается начальником штаба Главного командования войск Дальнего Востока и вместе с Главнокомандующим войск Дальнего Востока генералом армии В. И. Петровым формировал, обустраивал и готовил этот стратегический орган управления силами и средствами Вооруженных сил. Они организовали и проводили сборы и проверки, полевые учения в военных округах и учения войск совместно с Тихоокеанским флотом.

### На высших должностях
В ноябре 1980 года генерал-полковник В. К. Мерецков назначен командующим войсками Северо-Кавказского военного округа. Он прилагал большие усилия по совершенствованию боевой и мобилизационной готовности, проводил учения, улучшал взаимодействие с Черноморским флотом. Уделял особое внимание подготовке курсантов военных училищ. Совершенствовал структуру управления войсками округа. Проводил командно-штабные учения с участием группы от ЦК КПСС и привлечением не только командиров штабов, но и военкоматов, республиканских, краевых и областных партийных и советских органов. За достигнутые успехи был награждён орденом Красного Знамени.

### В ОВС стран-участниц Варшавского Договора
В сентябре 1984 года генерал-полковник В. К. Мерецков назначен представителем Главнокомандующего Объединёнными вооруженными силами стран Варшавского Договора в Национальной народной армии Германской Демократической Республики. Там с группой генералов и офицеров Советской Армии при Министерстве национальной обороны, в военных округах и соединениях он работал по осуществлению решений, принятых высшими военными органами Варшавского Договора по строительству, боевой и мобилизационной готовности, боевой подготовке Национальной народной армии ГДР.
Генерал-полковник В. К. Мерецков принимал участие во всех основных организационных и учебных мероприятиях. Совершенствовал взаимодействие Национальной народной армии с Группой советских войск в Германии и вносил вклад в укрепление братского боевого союза армий Варшавского Договора. За достигнутые результаты генерал-полковник В. К. Мерецков был награждён высшим военным орденом ГДР — орденом Шарнхорста.

### Депутатство
За время службы он избирался депутатом Верховного Совета Молдавской ССР — трижды, Бурятской АССР; в областные советы депутатов трудящихся: Крымской, Одесской и Ростовской областей; в краевой совет Хабаровского края. Избирался также в партийные органы: Молдавской ССР, Бурятии, Крымской, Одесской и Ростовской областей, Хабаровского края. Кроме того, был избран от партийных органов Молдавии на XXIV съезд КПСС и от Ростовских партийных органов — на XXVI съезд КПСС. От Северо-Осетинской АССР был избран депутатом Верховного Совета СССР 4 марта 1984 года.

## В отставке
По достижении 65 лет в 1989 году уволился в отставку, прослужив в армии с учётом фронтовых 50 лет.
Жил в Москве.
Скончался 5 августа 2020 года. Похоронен 8 августа на Федеральном военном мемориальном кладбище.

## Семья
- Супруга — Лидия Ефимовна (17.04.1928- 24.12.2020[источник не указан 1523 дня]), преподаватель.
  - Сыновья: Владимир Владимирович (род. 1950) — подполковник медицинской службы в отставке, кандидат медицинских наук;
  - Кирилл Владимирович (род. 1953) — капитан 1 ранга запаса, кандидат военных наук.

## Награды
- орден Октябрьской Революции (1977)
- 4 ордена Красного Знамени (в том числе 27.10.1944, 17.09.1945)
- 2 ордена Отечественной войны I степени (22.09.1944, 09.04.1985)
- Орден Отечественной войны II степени (18.07.1944)
- 3 ордена Красной Звезды (в том числе 21.02.1943)
- Орден Шарнхорста
- 40 медалей
- Почётный гражданин Зарайска Московской области